# Asura nubifascia
Asura nubifascia är en fjärilsart som beskrevs av Walker 1864. Asura nubifascia ingår i släktet Asura och familjen björnspinnare. Inga underarter finns listade i Catalogue of Life.